# 牧野晋
牧野 晋（まきの すすむ、1960年5月27日 - 2009年2月11日）は、日本の情報学者。麗澤大学教授。

## 来歴・人物
東京都生まれ。東京都立保谷高等学校卒業。1984年駒澤大学文学部社会学科（心理学コース）卒業。1986年同大学大学院人文科学研究科心理学専攻修士課程修了。1989年同博士後期課程単位取得満期退学。同年マイクロシステムズ入社。技術サポート職を経験。1992年一橋大学商学部助手（情報処理センター付）。1998年 麗澤大学国際経済学部国際経済学科講師、情報システムセンター員。1999年 麗澤大学国際経済学部国際産業情報学科講師、2002年 同助教授、2006年4月 情報システムセンター副センター長を経て、2007年 同教授に就任。2008年同大学経済学部経営学科教授。研究分野はキャンパス情報ネットワークの構築と運用、情報センター等の運用技術、分散システム、地域ネットワーク、コンピュータの教育利用など。
情報処理学会員（DSM研究会会員）、KIU（特定非営利活動法人柏インターネットユニオン）運営委員長・技術部会長、A-TRAIN（東京地域アカデミックネットワーク協会、TRAIN協会）事務局長を歴任。
2009年2月11日 急性心筋梗塞のため急逝、享年48歳。

## 著書
- 『インターネットファイアウォール インターネット接続のセキュリティ対策』（共監修）アスキー出版局 1996年4月

### 論文
- 牧野晋「ダイヤルアップIP接続環境の提供と利用形態の分析」『大学情報システム環境研究』第1号、国公立大学情報システム研究会、1998年4月、66-72頁、ISSN 13439928、NAID 40005204712。
- ｢専門線IP接続による遠隔双方向授業実験」『情報処理学会研究報告98-DSM-11』Vol.98 No.88 1998年9月
- ｢学術研究地域ネットワークコミュニティ（TRANSIT）の構築(1)」『平成10年度情報処理教育研究集会講演論文集』1998年10月
- ｢インターネットを利用した『まちづくり講座』支援システム」『平成10年度情報処理教育研究集会講演論文集』1998年10月
- ｢RDBを用いたWWWサーバの利用管理に関する一考察」『平成10年度情報処理教育研究集会講演論文集』1998年10月
- ｢有害情報制御の一考案」『平成10年度情報処理教育研究集会講演論文集』1998年10月
- ｢ネットワーク教育へのライセンストレーニングプログラムの適用(1)」『平成11年度情報処理教育研究集会講演論文集』1999年11月
- ｢ISDNによる間欠LAN間接続の諸問題」『平成11年度情報処理教育研究集会講演論文集』 1999年11月
- ｢RDB型経済統計データベースのテーブル編成と検索システム」『平成11年度情報処理教育研究集会講演論文集』1999年11月
- ｢RDBMSを用いた地理情報管理システムの開発」『平成11年度情報処理教育研究集会講演論文集』1999年11月
- ｢ISDN間欠LAN間接続における諸問題」『第10回KIUインターネット教育研究フォーラム 2000発表論文』2000年1月
- ｢学校教育用ネットワークにおける諸問題」『情報処理学会シンポジウムシリーズ 分散システム／インターネット運用技術シンポジウム2000論文集』2000年2月
- ｢学校内ネットワークにおける多機能ゲートウェイサーバーの実現」『情報処理学会研究報告』2000-DSM, Vol.2000, No.113 2000年12月
- ｢地域情報化と地域ネットワーク」『情報処理学会研究報告』2000-IM-38, Vol.2000, No.24 2001年3月
- ｢校内LANの基礎知識」『日本教育新聞』2001年4月6日～8月24日
- ｢システム利用マナー教育のためのアクセス管理」『情報処理学会研究報告』2001-DSM-22, Vol.2001. No.80 2001年7月
- ｢VLAN機能による研究室単位の多様なセキュリティポリシーの実現」『情報処理学会研究報 告』2001-DSM-23, Vol.2001, No.94 2001年10月
- ｢情報処理システムの不適切利用者に対する情報倫理教育」『平成13年度情報処理教育研究集会 講演論文集』2001年10月
- ｢Windows多重ログイン抑止の一方策」『平成13年度情報処理教育研究集会講演論文集』2001年10月
- ｢大学生の印刷行動と印刷枚数制限方式の一考察」『平成13年度情報処理教育研究集会講演論文集』2001年10月
- ｢学校教育場面における授業環境に関する一考察」『平成13年度情報処理教育研究集会講演論文集』2001年10月
- ｢学校内ネットワーク環境における多機能ゲートウェイサーバの性能評価」『情報処理学会研究報告』2001-DSM-23, Vol. 2001, No. 94 2001年10月
- ｢麗澤大学における情報基礎教育とその評価」『平成14年度情報処理教育研究集会講演論文集』 2002年10月
- ｢VPN接続サービスの運用と課題」『平成14年度情報処理教育研究集会講演論文集』2002年10月
- ｢情報システムのセキュリティ対策と管理」『平成14年度情報処理教育研究集会講演論文集』 2002年10月
- ｢利用者サポート窓口の運用と評価」『平成14年度情報処理教育研究集会講演論文集』2002年10月
- ｢情報教育の現状とこれから――麗澤大学の事例から」『CAUA会誌 VIEW POINT』第 3号 2003年3月
- ｢情報システム不適切利用者に対する情報倫理教育 2」『平成15年度情報処理教育研究集会講演論文集』2003年11月
- ｢VPNを用いた安全な学内無線LANサービスの運用」『平成15年度情報処理教育研究集会講演論文集』2003年11月
- ｢印刷管理システムの運用と評価」『平成15年度情報処理教育研究集会講演論文集』2003年11月
- ｢実践を伴ったネットワーク応用教育の試み」『平成15年度情報処理教育研究集会講演論文集』 2003年11月
- ｢VPNを用いた学内無線LANサービスの運用方式」『分散システム／インターネット運用技術 シンポジウム2004論文集』2004年1月
- ｢学内電子メール移行時の諸問題」『CAUA会誌 VIEW POINT』第4号 2004年3月[6]
- ｢学校インターネットプロジェクト総評」『学校インターネット企画評価委員会研究報告書』2004年3月
- ｢ラスト・ワンマイル克服のためのプロトタイプの提案」『ラスト・ワンマイル克服のための最 適アクセスシステムの在り方とセキュリティに関する調査研究報告書』2004年3月
- ｢通信トラフィック監視システムの試作とバーストトラフィックの検出」『情報処理学会研究報 告』2004-DSM-34, Vol.2004, No.77 2004年7月
- ｢条件不利地域におけるアクセスシステムの検討とネットワーク運営」『情報処理学会研究報告 2004-DSM-35』Vol.2004, No. 96 2004年9月
- ｢カメラ付き携帯電話に対応するWeb掲示板の試作」『平成16年度情報処理教育研究集会講演 論文集』2004年11月[7]
- ｢印刷管理システムの導入による印刷行動の変化」『平成16年度情報処理教育研究集会講演論文集』2004年11月
- ｢情報システムの不適切利用者に対する情報倫理教育 3」『平成16年度情報処理教育研究集会講 演論文集』2004年11月
- ｢麗澤大学における情報基礎教育と学生の動向(2)」『平成16年度情報処理教育研究集会講演論文 集』2004年11月
- ｢NPO-KIUと柏地域教育ネットワークの展開」『ネットデイサミットin柏 資料集』2005年8月
- ｢印刷管理システムの導入とその効果に関する一考察」『情報処理学会研究報告 2005-DSM-38』Vol.2005 No.83 2005年8月
- ｢コンピュータシステムの利用者支援に関する一考察」『平成17年度情報処理教育研究集会講演 論文集』2005年11月
- ｢実践を伴ったネットワーク応用教育の試み(2)」『平成17年度情報処理教育研究集会講演論文 集』2005年11月
- ｢情報システム不適切利用者への教育指導の現状」『平成18年度情報教育研究集会講演論文集』 2006年11月
- ｢大学キャンパスLANへの検疫ネットワークの適用」『平成18年度情報教育研究集会講演論文 集』2006年11月
- ｢大学におけるシステム利用者支援窓口の運用」『平成18年度情報教育研究集会講演論文集』 2006年11月
- ｢無線LAN暗号化における脆弱性の検証」『第30回KIUインターネット教育研究フォーラム 発表資料集』2007年1月
- ｢大学生の持つ情報環境と技能・意識の変化」『第30回KIUインターネット教育研究フォーラ ム発表資料集』2007年1月
- ｢ネットワーク利用環境提供システムの構築」『平成19年度情報教育研究集会講演論文集』2007年11月
- ｢Windows PCの多重ログオン検知」『平成19年度情報教育研究集会講演論文集』2007年11月